# Chromonephthea braziliensis
Chromonephthea braziliensis är en korallart som beskrevs av van Ofwegen 2005. Chromonephthea braziliensis ingår i släktet Chromonephthea och familjen Nephtheidae. Inga underarter finns listade i Catalogue of Life.